# Origanum cordifolium
Origanum cordifolium là một loài thực vật có hoa trong họ Hoa môi. Loài này được (Montbret & Aucher ex Benth.) Vogel mô tả khoa học đầu tiên năm 1841.